# Хурмулі
Хурмулі́ (рос. Хурмули) — селище у складі Солнечного району Хабаровського краю, Росія. Адміністративний центр Хурмулинського сільського поселення.

## Населення
Населення — 1950 осіб (2010; 2210 у 2002).
Національний склад (станом на 2002 рік):
- росіяни — 89 %